# Sin vida propia
Sin vida propia es una serie de internet estrenada en Youtube en 2013 y financiada a través de micromecenazgo.  Dirigida por Ana Ramón Rubio y producida por Miguel Cañizares y Antonio Expósito, ha emitido 13 episodios y cuenta con la participación de Darío Paso, Jordi Marquina, Víctor Sevilla, Irene Olmos, Octavi Pujades, María Albiñana, Pedro Reyes, Ana Caldas y Fede Rey.

## Argumento
Cuenta la historia de un grupo de jóvenes que están a punto de cumplir treinta años y no saben qué hacer con sus vidas. La serie se ambienta en una ciudad cualquiera de España y se enmarca en el contexto de la crisis económica y existencial de los jóvenes españoles. Los protagonistas retratan, en clave de comedia de situación, a la generación española actual.

## Producción y financiación
Sin vida propia se ha financiado mediante micromecenazgo  y ha sido producida gracias a la colaboración de los más de 30 profesionales que forman el equipo técnico, la cesión del material de rodaje, alojamiento, localizaciones, etc. Entre actores y figurantes, más de 100 personas aparecen en pantalla. La banda sonora de la serie está formada por canciones de grupos y artistas consagrados como María Rodés, The New Raemon, Delorean o Dulce Pájara de Juventud así como grupos valencianos como La Rana Mariana, Red Buffalo o Gilbertástico. La serie de rueda en Valencia. La serie tiene 2 temporadas de 7 episodios de 10-13 minutos.

## Premios y Festivales
La webserie ha recibido premios y nominaciones en los principales festivales internacionales de series web: Los Ángeles Web Festival, Bilbao Web Fest, Korea Web Fest, Melbourne Web Fest, Rome Web Fest, Rome Web Awards, Girona Film Festival, Carballo Interplay, Marseille Web Fest, Vancouver Web Fest, Campiflegrei Webfest, NYC Web Festival, Unofficial Google+ Film Festival, Miami Web Fest o Latino Web Fest.
Recibió una nominación a Mejor Serie Extranjera en la Academia de la WebTV de Estados Unidos en 2015 (IAWTV, International Academy of Web Television) y diversos premios en festivales internacionales: 
- Vancouver Web Fest 2014: Mejor serie extranjera.[1]

- LA Webseries Festival 2014: Grand Prize, Mejor Comedia de habla no inglesa y mejor actriz María Albiñana.[2]

- Austin Web Fest 2014: Mejor guion a Ana Ramón Rubio.[3]

- DC Web Fest 2014: Webserie de plata.[4]

- Urban Mediamakers Film Festival 2014: Premio del Público a la mejor webserie.[5]

- NYC Web Fest (2014) Nominación a mejor webserie extranjera.

- Vancouver Web Fest 2015: nominación a mejor serie extranjera y mejor guion.

- Los Angeles Web Fest 2015: nominación a mejor comedia, mejor actor (Fede Rey) y mejor actriz secundaria (Ana Caldas)

- Rome Web Awards 2015: Mejor Dirección (Ana Ramón Rubio), mejor creación europea y mejor póster.

## Emisión
La serie se estrena en internet el 5 de mayo de 2013 con más de 200.000 visualizaciones en su canal de Youtube. Desde octubre de 2014 se emite en la TDT a través de la nueva cadena digital Tribo TV.
La segunda temporada se estrena en Espai Rambleta de Valencia y posteriormente en su canal de Youtube. 